# Катастрофа DC-3 под Линаресом
Катастрофа DC-3 под Линаресом — авиационная катастрофа, произошедшая поздним вечером в понедельник 3 апреля 1961 года в 44 километрах восточнее-юго-восточнее Линареса (Чили). Пассажирский самолёт Douglas DC-3C авиакомпании Linea Aerea Nacional Chile выполнял пассажирский рейс из Темуко в Сантьяго, когда почти через полтора часа после вылета врезался в горы и разрушился. В происшествии погибли 24 человека, в том числе команда (игроки и тренер) футбольного клуба «Грин Кросс», из-за чего событие также известно как Трагедия «Грин Кросса» (исп. La tragedia De Green Cross).

## Самолёт
Douglas DC-3 с заводским номером 09716 был построен заводом Douglas Aircraft Company в Лонг-Бич (штат Калифорния) ориентировочно в 1942 году изначально как военная модель C-47A-35-DL Skytrain. Самолёт получил бортовой номер 42-23854 и поступил в американские ВВС. После окончания Второй мировой войны он оказался в излишке военной авиации, поэтому был переделан в гражданский и 22 августа 1947 года под бортовым номером NC17193 (N17193) эксплуатировался различными американскими авиакомпаниями. 20 ноября 1953 года под бортовым номером CC-CBG (10 февраля 1954 года сменится на CC-CLDP) и как модель DC-3C лайнер поступил в чилийскую национальную авиакомпанию Linea Aerea Nacional.
Борт CC-CLDP имел сертификат, согласно которому максимальная вместимость лайнера составляла 32 человека (включая экипаж), а максимальная взлётная масса — 26 200 фунтов (11 900 кг). Также изначально самолёт имел противообледенительную систему передней кромки крыльев и неподвижных частей хвостового оперения, но в процессе эксплуатации её демонтировали из-за сложностей технического обслуживания, при этом в руководстве по эксплуатации было указано, что запрещается эксплуатировать авиалайнер в условиях обледенения. Бортовое радиооборудование проходило ремонт и есть версия, что в день происшествия нарушения в его работе обусловлены погодными условиями. Общая наработка борта CC-CLDP составляла 18 299 часов. При вылете в роковой рейс его масса составляла 25 040 фунтов (11 360 кг), то есть находилась в установленных пределах.

## Экипаж и пассажиры
Экипаж самолёта состоял из четырёх человек:
- Командир воздушного судна — Сильвио Пароди Витербо (исп. Silvio Parodi Viterbo). Имел действующую лицензию старшего гражданского пилота, а его общий налёт составлял 6012 часов, включая 714 часов полётов по приборам и 364 часа ночных полётов[6].
- Второй пилот — Хосе Хоркера Леаль (исп. José Jorquera Leal). Имел действующую лицензию гражданского пилота, а его общий налёт составлял 489 часов, включая 8 часов полётов по приборам[6].
- Бортрадист — Эваристо Касанова Балькасар (исп. Evaristo Casanova Balcázar). Имел лицензию бортрадиста с уже истекшим сроком действия[6].
- Ответственный за погрузку — Эрнан Эчебарне Вердуго (исп. Hernán Etchebarne Verdugo).

В салоне в роковом полёте находились 20 пассажиров, в том числе команда из популярного футбольного клуба «Грин Кросс»:
- Арнальдо Васкес Бидоглио (исп. Arnaldo Vásquez Bidoglio) — тренер
- Футболисты:
  - Давид Эрмосилья Алькаиде (исп. David Hermosilla Alcaide)
  - Берти Гонсалес Кабальеро (исп. Berti González Caballero)
  - Хосе Силва Леон (исп. José Silva León)
  - Данте Коппа Мендоса (исп. Dante Coppa Mendoza)
  - Элисео Виктор Моуриньо (исп.  Eliseo Víctor Mouriño)
  - Альфонсо Вега Мундака (исп. Alfonso Vega Mundaca)
  - Мануэль Контрерас Оссандон (исп. Manuel Contreras Ossandón)
  - Эктор Толедо Посо (исп. Héctor Toledo Pozo)
- Марио Гонсалес (исп. Mario González) — врач команды
- Арбитры:
  - Лусио Корнехо Диас (исп. Lucio Cornejo Díaz)
  - Гастон Ормасабаль Диас (исп. Gastón Hormazábal Díaz)
  - Роберто Гальяно Гусман (исп. Roberto Gagliano Guzmán)
- Луис Медина (исп. Luis Medina) — представитель Asociación Nacional de Fútbol Amateur[англ.]
- Педро Валенсуэла Бельо (исп. Pedro Valenzuela Bello) — наблюдатель от Asociación Nacional de Fútbol[англ.]

## Катастрофа
Борт CC-CLDP выполнял внутренний грузо-пассажирский рейс LAN-210 по маршруту Кастро — Пуэрто-Монт — Темуко — Сантьяго; полёт до Темуко прошёл без отклонений, после чего в 22:30 GMT (18:30 по местному времени) с 20 пассажирами и 4 членами экипажа на борту рейс 210 вылетел в Сантьяго. Согласно поданному плану, полёт должен был выполняться по воздушному коридору 45 либо 40 на высоте 8500 футов (2600 м) по ППП; расчётная продолжительность — 2 часа 30 минут. Далее в процессе полёта самолёт поднялся до эшелона 9500 футов (2900 м). В 23:45 GMT (19:45 по местному времени) экипаж запросил у Сантьягского центра управления воздушным движением разрешение снизиться на меньшую высоту в связи с обледенением, в чём ему было отказано, так как по коридору 45 следовал встречный самолёт (рейс LAN-205), поэтому рейс 210 продолжал сохранять высоту, рассчитывая пройти Курико в 23:57 GMT.
Затем диспетчер в Сантьяго передал рейсу 210 разрешение вернуться по коридору 45 и после снижения до 6500 футов (2000 м) пройти на этой высоте Курико, после чего продолжать полёт по коридору 40 до радиомаяка Санто-Доминго. Прямую связь с самолётом установить не удавалось, поэтому сообщение было передано в эфир, однако экипаж его получение не подтвердил. Все попытки связаться с бортом CC-CLDP оказались тщетны, поэтому «Дуглас» объявили пропавшим. Спустя неделю, 10 апреля место падения было найдено в 44 километрах восточнее-юго-восточнее Линареса. Официально происшествие случилось на одном из склонов вулкана Невадо-де-Лонгави. Следуя в юго-западном направлении на высоте около 3500 метров, «Дуглас» врезался в гору на 50 метров ниже вершины гребня и полностью разрушился, после чего обломки скатились вниз на 14 метров. Все 24 человека на борту погибли. Одни из найденных на месте происшествия часов остановились в 19:45 (23:45 GMT).

## Расследование
Расследованием происшествия занималась комиссия от штаба чилийских ВВС.
Полёт проходил по воздушному коридору 45, который начинался в Виктории на юге Чили и далее шёл на север по центральной части страны через Чильян, Курико, Мелипилью и Сантьяго. Для ориентации на маршруте служили радиомаяки, установленные в Виктории, Курико, Мелипилье, Сантьяго, а также дополнительно в Лос-Анхелесе и на побережье близ Чильяна. В самом Чильяне радиомаяка не было, при этом длина участка Виктория — Курико составляла 205 миль (330 км), Курико — Мелипилья — 75 миль (121 км), а Мелипилья — Сантьяго — 28 миль (45 км). Авиакомпания достаточно давно использовала этот маршрут и никаких замечаний по нему не было, тогда как военные самолёты его избегали. Последнее было связано с тем, что радиомаяки в Виктории и Курико имели радиус действия около 50 миль (80 км), а промежуточные гражданские радиомаяки не были достаточно надёжными, то есть на значительном участке Виктории до Курико экипаж должен был следовать без возможности выдерживать по приборам маршрут полёта. Помимо этого, в данном регионе преобладали западные ветры, а на день происшествия по ветрам были следующие данные: на высоте 7500 футов (2300 м) — 240° 25 уз (46,30000 км/ч), на высоте 9500 футов (2900 м) — 250° 35 уз (64,82000 км/ч).
Когда экипаж запрашивал разрешение на снижение, он уточнил, что наблюдается обледенение. Велика вероятность, что полёт в это время проходил в облаках, при этом данный самолёт не имел противообледенительной системы, из-за чего на крыле начал постепенно откладываться слой льда, потому экипаж принял решение побыстрее покинуть облака. Однако в снижении ему было отказано из-за встречного рейса 205, но затем было дано разрешение возвращаться и снижаться до 6500 футов (2000 м). Вероятно, получив последнее разрешение, пилоты сразу выполнили правый разворот, при этом не зная своего фактического местонахождения. Между тем, следуя на высоте 9500 футов, лайнер попал под воздействие сильного западного ветра, который сносил его на восток к горам, а экипаж не мог это проконтролировать, так как полёт проходил в облаках вне зоны действия основных радиомаяков, а второстепенные радиомаяки могли отказать из-за непогоды, то есть фактически это был полёт вслепую. В результате ветрами «Дуглас» был отнесён к горам, а когда экипаж стал разворачиваться вправо, при этом делая крутой вираж из-за обледенения крыла, это стало фатальным манёвром, так как лайнер ещё больше сместился на восток и оказался на пути столкновения с горой.
Эта версия является лишь предварительной, так как из-за полного разрушения конструкции оказалось невозможно определить показания приборов, а из двигателей следователи смогли проверить лишь правый, который в момент удара работал в режиме тяги. Из-за отсутствия улик комиссия пришла к заключению, что не может однозначно определить причину катастрофы.

## Находка 2015 года
Официально самолёт разбился на склоне вулкана Невадо-де-Лонгави, но ещё в период поисков многие публично заявляли, что видели разбившийся самолёт совсем в другом месте. В течение последующих лет многие исследовали склоны вулкана Невадо-де-Лонгави, но найти следов авиакатастрофы не смогли. А в феврале 2015 года главной новостью в стране стала находка, которую обнаружили альпинисты Леонардо Альборнос (исп. Leonardo Albornoz) и Ловер Лопес (исп. Lower López). Выросшие в данной местности, они оба не раз общались с местными жителями, которые видели разбившийся самолёт, поэтому примерно знали, где его искать. Первые две попытки, предпринятые в январе и апреле (лето и осень в южном полушарии) 2014 года, оказались неудачными, но в феврале 2015 года оба альпиниста наконец нашли обломки борта CC-CLDP и даже фрагменты тел. Лайнер находился на высоте 3200 метров на склоне труднодоступной горы Ла-Готера (исп. La Gotera) — почти в двух десятках километров севернее официального места падения.
Альпинисты попытались скрыть точное место обнаружения обломков для избежания мародёрства, но вскоре авиакомпания LATAM сама официально опубликовала точные данные о месте катастрофы — 36°02′ ю. ш. 71°08′ з. д..